# Michel Callon
Michel Callon (Lyon, 6 juli 1945 – Antony, 28 juli 2025) was een Frans socioloog, werkzaam aan de École nationale supérieure des mines de Paris. Verder is hij ook lid geweest van het Centre de sociologie de l'innovation. Hij is een van de toonaangevende auteurs binnen de Science and Technology Studies (STS) en een van de meest prominente voorstanders van de actor-netwerktheorie (ANT) naast Bruno Latour en John Law.
Zelf sprak hij vaak ook van een 'sociologie van de translatie'. Dit begrip van 'translatie' haalde hij uit het werk van Michel Serres. Hij zag deze benadering zelf in het begin als een nieuwe studie van het fenomeen macht. Een van zijn bekendste artikels is Some elements of a sociology of translation: domestication of the scallops and the fishermen of St Brieuc Bay (1986) waarin hij analyseert hoe een bepaalde wetenschappelijke theorie binnen de biologie over de voortplanting van sint-jakobsschelpen een constructie is die mee wordt gecreëerd door de wetenschappers, de lokale vissers, alsook de sint-jakobsschelpen zelf. De sociologie die Callon hier dus verkondigt, maakt geen onderscheid tussen mensen en niet-mensen in de analyse, en beide dragen bij aan het creëren van sociale relaties.

## Economische sociologie
Sinds eind jaren 90 probeert Callon ANT toe te passen op de studie van het economische leven en economische markten. Hij focust daarbij vooral op hoe de verbonden academische disciplines, zoals economie en marketing, de economische realiteit mee vormgeven. Economische theorieën corresponderen noch simpelweg met een voorgegeven economische realiteit, zoals economen suggereren, noch zijn economische theorieën slechts ideologie die een realiteit van onderdrukking of uitbuiting verbergt en een complexere realiteit van sociaal-economische relaties reduceert, zoals economische sociologen en antropologen vaak aanklagen. Samen met auteurs als Donald MacKenzie stelt Callon juist dat economische theorieën, en de bijhorende praktijken en instrumenten, mee de economische realiteit performatief waarmaken. De homo oeconomicus is dus noch een natuurlijk gegeven noch een sociale constructie, maar een realiteit die waar wordt gemaakt en reëel is in haar effecten. De twee kernbegrippen bij Callon hierbij zijn framing en overflowing. Met framing verwijst Callon naar het creëren van deze context waarbinnen de economische theorie waar wordt, terwijl overflowing verwijst naar het steeds bestaan van externaliteiten en elementen die (nog) niet opgenomen zijn in de framing.

## Medische sociologie
Een ander luik van het werk van Callon is de medische sociologie, gelinkt met de wetenschapssociologie. De stelling die Callon uitwerkt, samen met auteurs als Vololona Rabesharisoa en Madeleine Akrich, is dat er een verschuiving aan het plaatsvinden is de kennisproductie. Terwijl vroeger kennis een kwestie is van experts, terwijl het publiek en dus ook de patiënten passief deze kennis in ontvangst namen, verandert dit vandaag de dag. Het voorbeeld dat ze vooral uitwerken is dat van de Association frangaise contre les myopathies (AFM), een Franse patiëntenorganisatie die actief is mee beginnen de kennis te produceren over haar eigen ziekte, door bijvoorbeeld conferenties te organiseren, geld te verzamelen en het vormen van 'lekenexperts': familieleden van patiënten die een expertise opbouwen zodat ze actief kunnen bijdragen aan de kennis omtrent de ziekte. Callon spreekt ook wel van research in the wild.